# West Brompton
West Brompton es un barrio en el suroeste de Londres, Inglaterra, encuadrado en el municipio de Kensington y Chelsea. West Brompton limita con West Kensington y Earl's Court al Norte, Chelsea al Este, Fulham Broadway al Sur y Fulham al oeste.

## Historia
El nombre hace referencia a la antigua localidad de Brompton al este, aunque las zonas de South Kensington y Earl's Court separan a West Brompton de la localidad de nombre parecido. Mientras que a principios del siglo XX, toda la zona entre Knightsbridge y esta sería conocida como Brompton , los habitantes actuales no reconocerían Brompton y West Brompton como lugares contiguos. Hoy aún tiene su propio código postal del Royal Mail London, SW10 (aunque también cubre parte de Chelsea).
Dos nativos americanos, Oglala Sioux, rodeados por el enemigo y Red Penny, están enterrados en el cementerio de Brompton. Mientras estaban de gira con el Show del Salvaje Oeste de Buffalo Bill en la época de su muerte en 1887. Red Penny era Little Chief y el hijo de Good Robe, de 18 meses. Su hija, Over the Sea nació en Salford durante la gira del espectáculo, y fue bautizada en febrero de 1888. St Clement's Church en Ordsall le dio el nombre de Frances Victoria Alexander. Lo recibió por Frances Cleveland de América, la reina Victoria y Alejandra, la Princesa de Gales.

## Ubicación
La zona hoy conocida como West Brompton se centra en la estación de metro y ferrocarril homónima. El lugar más interesante del barrio es el cementerio de Brompton. El Centro de Exhibiciones Earls Court queda al otro lado de la carretera desde la estación, pero tiene su entrada principal por otro lado y generalmente se lo relaciona con la localidad vecina de Earl's Court. En realidad, el número de hogares que se identificarían como parte de West Brompton serían probablemente las que quedan dentro de la zona de captación de la estación de metro. Otros lugares serían Chelsea Harbour, el hoy antiguo London Transport estación de energía de Lots Road y el Teatro Finborough. 
Los centros locales significativos más cercanos son North End Road al oeste (que incluye un mercado callejero), Fulham Broadway al Sur y Earl's Court al Norte.

## Transporte

### Estación de West Brompton
La Estación de West Brompton está en West Brompton. Proporciona servicios de metro de Londres en la District line a Wimbledon en dirección sur y Edgware Road y Upminster al norte y al este. Es posible también cambiar en Earls Court (1 parada o una corta caminata) para los servicios de la District line a Ealing Broadway y Richmond así como a Kensington Olympia. La línea West London también proporciona servicios entre Willesden Junction y Clapham Junction así como Croydon. 
La Estación de Fulham Broadway está muy cerca.

## Deporte
West Brompton F.C. fue un equipo pionero de fútbol en el siglo XIX, que jugaba en la antigua Copa de Londres Oeste junto con los parecidos Fulham F.C. y Queens Park Rangers F.C..

## Lugares cercanos
- Battersea
- Chelsea
- Earls Court
- Fulham
- South Kensington
- Walham Green
- Wandsworth
- West Kensington

- Datos: Q256382